# Sandinismo

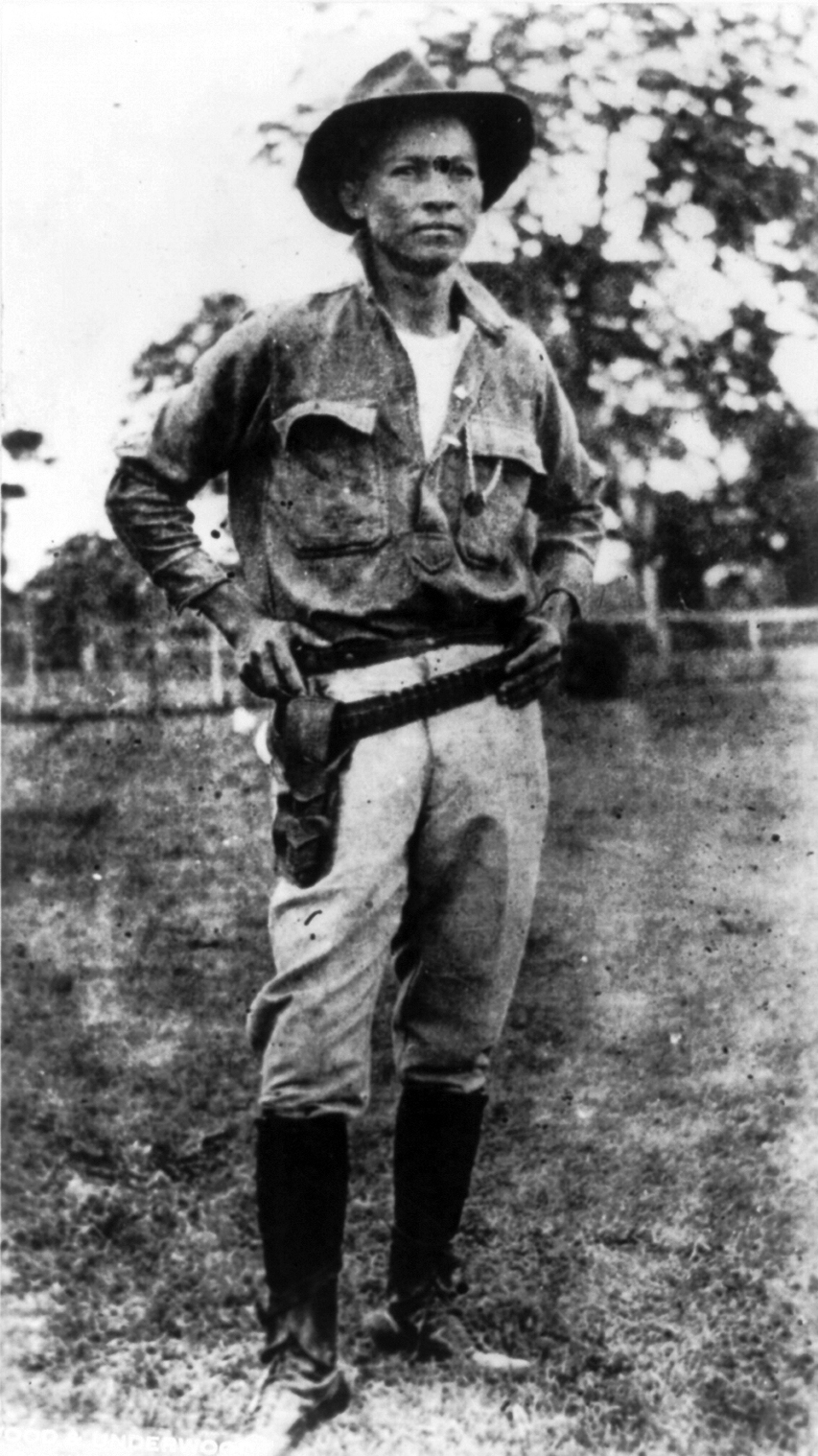
Augusto César Sandino nel 1928

Il sandinismo è un'ideologia patriottica e antimperialista, di tendenza socialista e nazionalista, basata sul pensiero di Augusto César Sandino e sviluppatasi in Nicaragua all'inizio degli anni Sessanta. Essa ha ispirato la nascita del Fronte Sandinista di Liberazione Nazionale in opposizione al regime dittatoriale di Anastasio Somoza Debayle.

## Contesto
La politica nicaraguense tra il 1840 e il 1850, caratterizzata dalla rivalità tra l'élite liberale di León e quella conservatrice di Granada, era sfociata in una guerra civile.
Nel 1856 l'avvocato statunitense William Walker, spinto dai liberali di Leòn, si autoproclamò presidente del Nicaragua sulla base di finte elezioni. Per rafforzare il suo precario potere politico chiese l'aiuto dei sudisti americani dichiarandosi sostenitore dello schiavismo e revocando il decreto di abolizione della schiavitù in Nicaragua da lui stesso precedentemente emanato. In questo modo suscitò l'interesse di Pierre Soulé, influente uomo politico di New Orleans che contribuì ad aumentare il numero dei sostenitori della causa di Walker. Nonostante questi aiuti l'esercito di Walker era ormai impotente anche per un'epidemia di colera che aveva decimato le sue file e per le numerose diserzioni.
Il 1º maggio 1857 Walker si arrese alle forze delle nazioni centro americane guidate dall'Honduras. Di ritorno a New York, pur accolto come un eroe, si alienò la simpatia di una parte dell'opinione pubblica accusando la Marina degli Stati Uniti di essere stata la causa della sua disfatta.
Nel 1857, tornato in Centroamerica, fu fermato dalla flotta inglese e consegnato al governo dell'Honduras, che lo fece fucilare il 12 settembre 1860.
Sostenuto dai conservatori, nel 1893 giunse al potere il generale José Santos Zelaya, il quale oltre a porre fine alla disputa con il Regno Unito sulla Costa Atlantica reincorporando la Mosquito Coast nel Nicaragua, promosse da un lato l'emancipazione politico-economica del paese dalla sfera di influenza statunitense, dall'altro l'unificazione del Centro-America.
Nel 1909 gli Stati Uniti fornirono sostegno alle forze che si ribellarono al presidente Zelaya, costretto infine alle dimissioni.
Tra il 1910 e il 1926 il Nicaragua venne guidato dal partito conservatore.
Nel 1927 i Marines occuparono il Nicaragua allo scopo di impedire che la costruzione del Canale del Nicaragua venisse realizzata da un paese diverso dagli Stati Uniti. Le truppe statunitensi però si dovettero ritirare per il ridimensionamento dei finanziamenti militari dovuti alla Grande depressione.
In opposizione al regime conservatore e contro l'occupazione degli USA, tra il 1927 e il 1933 si sviluppò un movimento di guerriglia con a capo Augusto César Sandino. Gli Stati Uniti mantennero comunque il controllo del paese dando appoggio politico ed economico ad Anastasio Somoza García, che sconfisse Sandino assassinandolo nel 1934. Somoza diede inizio ad una lunga dittatura familiare dal 1936 al 1979, con azioni di governo a favore delle classi agiate e aprendo ai capitali stranieri.
A Somoza Garcìa succedettero i figli Luis Somoza Debayle e Anastasio Somoza Debayle, che divenne capo della Guardia Nazionale.
Il regime dei Somoza trovò un ostacolo nel Fronte Sandinista di Liberazione Nazionale (FSLN), costituitosi nel 1961.
Dopo il terremoto di Managua del 1972 Somoza si appropriò di gran parte degli aiuti internazionali destinati alla ricostruzione della città, provocando l'ostilità della comunità internazionale e internamente la ribellione delle forze sandiniste.
Somoza cercò di mantenere il potere reprimendo in modo violento il dissenso che si manifestò in tutto il paese. Il presidente degli Stati Uniti Jimmy Carter rifiutò a Somoza gli aiuti militari.
Il 19 luglio 1979 l'abbattimento della dittatura di Anastasio Somoza Debayle grazie alla Rivoluzione Sandinista da parte del FSLN rappresentò la fine del regime e l'inizio di un nuovo governo sotto la giunta provvisoria di Daniel Ortega, Violeta Barrios de Chamorro, Moise’s Hassan, Sergio Ramírez ed Alfonso Robelo.
Dopo la conquista del potere, i sandinisti iniziarono un programma di sviluppo integrale del paese; sul piano economico nazionalizzarono le proprietà straniere e incoraggiarono lo sviluppo dei progetti locali.
La rivoluzione sandinista, culmine di un'epoca di ribellione e di trionfo di ideali e sentimenti, rifiutò l'imperialismo e si presentò come una nuova e originale via al socialismo, capace di coniugare democrazia e marxismo-leninismo; in realtà avviò riforme non molto radicali, limitandosi a favorire la partecipazione dei lavoratori alla nuova economia nazionale.
Alcuni leader religiosi e capi delle comunità indigene della Costa Atlantica non nascosero una certa ostilità nei confronti del governo rivoluzionario in seguito all'espropriazione di territori che il Regno Unito aveva assegnato nei secoli precedenti ai Miskito. I Sandinisti non compresero pienamente la situazione socio-culturale di quest'area del paese.
Le elezioni nazionali del 4 novembre 1984 decretarono la vittoria dei Sandinisti. Le operazioni di voto furono certificate come libere e regolari, da osservatori internazionali.
Il 10 gennaio 1985 Daniel Ortega divenne presidente e Sergio Ramirez vicepresidente del Nicaragua.
Il governo di Ortega si ispirò alla politica di Fidel Castro; gli sforzi per la ricostruzione sociale ed economica furono minati da un lato dall'embargo imposto dagli Stati Uniti, i quali temevano che un altro governo comunista si affermasse in America centrale, dall'altro dalla guerriglia dei Contras, armata e appoggiata dalla CIA.
Nel 1990 i Sandinisti furono inaspettatamente battuti dal partito Union Nacional Opositora (UNO) di Violeta Chamorro, sostenuto dagli Stati Uniti. Il governo Chamorro ottenne successi nel consolidamento delle istituzioni democratiche, nella riconciliazione nazionale e nella stabilizzazione economica, realizzata privatizzando le imprese statali.
Al governo Chamorro seguì il governo di Arnold Alemàn, capo dell'Alleanza Liberale di centro-destra, che continuò a liberalizzare l'economia completando progetti infrastrutturali come autostrade, ponti e pozzi; la sua amministrazione fu però accusata di corruzione e Alemàn venne arrestato e condannato.
Le elezioni presidenziali e legislative del 4 novembre 2001 segnarono la vittoria dell'industriale Enrique Bolaños, e la sconfitta del candidato del FSLN Daniel Ortega. Il nuovo presidente promise di rinvigorire l'economia, creare posti di lavoro, combattere la corruzione e appoggiare la guerra contro il terrorismo.
Successivamente vi fu un susseguirsi di governi che attuarono una politica corrotta all'insegna dell'ulteriore impoverimento della popolazione.
Dopo anni di opposizione, il 5 novembre 2006 le elezioni presidenziali riportarono al potere il leader sandinista Daniel Ortega, riconfermato poi alle elezioni del 2011 e del 2016. Il nuovo corso sandinista andò a sommarsi alla grande ondata progressista che in quegli anni interessava l'America latina. In particolare, il governo di Ortega aderì alla corrente più marcatamente antimperialista, stringendo una forte alleanza con Cuba e Venezuela e aderendo all'Alleanza Bolivariana (ALBA) creata nel 2004 da Fidel Castro e Hugo Chávez.

## Augusto César Sandino
L'attività politica di Augusto César Sandino ebbe inizio nel 1927 nella lotta contro l'occupazione statunitense del Nicaragua. Pur avendo perso alcuni combattimenti, Sandino inflisse sanguinose sconfitte ai militari statunitensi. La lotta conobbe varie fasi. Nella battaglia di El Bramadero del 1929 le truppe di Sandino sconfissero i marines e in quella di Ocotal le truppe statunitensi si videro costrette ad usare l'aviazione per rompere l'assedio; Ocotal subì così il primo bombardamento aereo della storia dell'America centrale.
Gli ufficiali statunitensi, non riuscendo a sconfiggere la guerriglia, diedero vita a un nuovo esercito nicaraguense: la Guardia Nazionale del Nicaragua. Franklin Delano Roosevelt, presidente statunitense, ordinò il ritiro delle sue truppe dai paesi caraibici. Il 1º gennaio 1933 le forze statunitensi abbandonarono il Nicaragua senza aver catturato né ucciso Sandino.
Sandino sottopose al presidente nicaraguense, il liberale Juan Batista Sacasa, una proposta di pace che venne accettata; il 2 febbraio 1933 ebbe ufficialmente termine la guerra civile.
Il 21 febbraio 1934 Augusto Sandino venne ucciso sul monte La Calavera.
L'abilità di Sandino di arrivare al cuore della gente, con un linguaggio religioso più che politico, alimentò il culto della sua personalità facendone l'idolo di una società.
Sandino, in Nicaragua e in America Centrale, lasciò un'eredità ideale tale da far raccogliere, in campo popolare e nazionale, elementi della cultura tradizionale e forze politiche che contrastarono l'imperialismo statunitense e i suoi risvolti concreti nel governo politico del paese.
Grazie alla guerriglia contro i militari statunitensi, Sandino divenne un simbolo globale della lotta all'imperialismo.

## Nascita del Sandinismo
L'ideologia politica del sandinismo venne ripresa nel 1962 da Carlo Fonseca Amador, fondatore e massimo dirigente del FSLN che pose fine al regime dittatoriale della famiglia Somoza, divenendo comandante della Rivoluzione Popolare Sandinista. Tre furono le caratteristiche principali che formarono lo stile rivoluzionario di Carlo Fonseca:
1. superare le tesi “dell'invasione” ereditata dalle guerre civili post-indipendenza, iniziando la lotta armata all'interno del territorio nazionale;
2. dare una base specifica nazionale alla teoria rivoluzionaria universale, partendo dal pensiero e dall'azione di Augusto César Sandino e assumendo l'opzione socialista in un contesto capitalista;
3. chiamare all'unità nazionale nella lotta contro la dittatura dominante dei Somoza, integrando tutte le forze e i movimenti nazionali al FSLN, mantenendo l'indipendenza dei loro segni politici e ideologici.

## Fine dittatura di Somoza
Dal 1936 al 1979 il Nicaragua fu dominato dal regime dittatoriale della famiglia Somoza. Anastasio Somoza Debayle, secondo figlio di Anastasio Somoza García, fu capo della Guardia Nazionale, presidente del Nicaragua dal 1967 al 1979.
Nonostante Anastasio Somoza seguisse le orme del padre per la feroce repressione di ogni dissenso, egli venne rieletto nel 1974, grazie alla messa al bando dei partito d'opposizione del Fronte Sandinista di Liberazione Nazionale. La Chiesa cattolica si schierò contro il regime. Uno dei critici più importanti del regime fu Ernesto Cardenal, prete e poeta nicaraguense, che successivamente venne nominato ministro della cultura nel governo sandinista.
Nel luglio 1977 venne costituito un governo rivoluzionario con un programma democratico di libertà pubblica; prevedeva: l'abolizione della Guardia di Somoza a favore di un esercito nazionale, l'espropriazione di tutti i beni della famiglia di Somoza e dei sostenitori, l'attuazione di una riforma agraria e l'affermazione del principio di non allineamento con tutti i paesi del mondo, che di fatto si traduceva in un allontanamento dagli Stati Uniti.
Dopo la fuga di Somoza, il 20 luglio 1979 alcune colonne guerrigliere del FSLN entrarono a Managua.
Agli inizi del 1979 il Nicaragua aspirava ad essere un paese libero dall'imperialismo e con la vittoria del Fronte Sandinista a cancellare le frustrazioni subite come il fallimento di Che Guevara in Bolivia.
Il 17 settembre 1980 Anastasio Somoza Debayle fu ucciso ad Asunciòn, in Paraguay.
Il sogno di Sandino sembrava avverarsi: il paese era libero dalle influenze degli yankee, era terminato lo sfruttamento, i beni di Somoza sarebbero andati al popolo, le terre sarebbero andate ai contadini, i bambini sarebbero stati vaccinati.
Il Fronte Sandinista cercò di dare vita a un partito di stampo marxista-leninista.
Nel settembre 1981 Humberto Ortega in un discorso pronunciò: “il sandinismo, senza il marxismo-leninismo, non può essere rivoluzionario”.

## La guerra con i Contras
I Contras, gruppi armati controrivoluzionari nicaraguensi, combatterono il governo sandinista con attacchi a strutture civili quali fattorie, ospedali, chiese, attuando massacri indiscriminati contro civili.
La guerriglia dei Contras fu sostenuta e finanziata dagli Stati Uniti, soprattutto durante l'amministrazione Reagan, che deviò ai Contras dei fondi provenienti da una vendita segreta di armi all'Iran, scandalo Irangate, nonostante che il Congresso degli Stati Uniti d'America nel 1984 avesse proibito il sostegno ai ribelli controrivoluzionari.
L'amministrazione Reagan insistette sulla "minaccia comunista" posta dai Sandinisti; reagendo in particolare al supporto che a questi veniva fornito dal presidente cubano Fidel Castro, ma anche portando avanti il desiderio dell'amministrazione di proteggere gli interessi statunitensi nella regione, minacciati dalle politiche del governo sandinista.
La pressione statunitense contro il governo sandinista crebbe, con attacchi ai porti e alle installazioni petrolifere nicaraguensi (1983-1984) e il posizionamento di mine magnetiche fuori dai porti nicaraguensi, azioni che vennero condannate come illegali nel 1986 dalla Corte Internazionale di Giustizia. Il 1º maggio 1985 Reagan emanò un ordine esecutivo che imponeva un embargo economico completo sul Nicaragua, rimasto in vigore fino al 1990.
Il reciproco abbattimento, le paure dei sandinisti per il possibile successo militare dei Contras e la mediazione da parte di altri governi regionali, portarono al cessate il fuoco tra Sandinisti e Contras il 23 marzo 1988 e ai successivi accordi (1989) per la reintegrazione dei Contras nella società nicaraguense.

## Le riforme economiche, sociali e agrarie
Le riforme più urgenti attuate dal governo sandinista furono rivolte al rilancio dell'economia. A questo proposito vennero nominati dei tecnici del settore privato con l'incarico di negoziare il debito con l'estero e accedere agli aiuti economici stranieri; il risultato fu l'assistenza finanziaria multinazionale, il dilazionamento del debito estero e impegni per forniture alimentari.
I primi provvedimenti legislativi del 1979 riguardavano la confisca di tutti i beni della famiglia Somoza e di coloro che erano stati coinvolti nel regime, la nazionalizzazione del sistema finanziario e del commercio estero, il controllo statale sulle risorse naturali, la creazione del fondo nazionale contro la disoccupazione, la riduzione degli affitti e la legge sui diritti degli inquilini.
Inoltre venne istituita la gratuità dell'educazione universitaria e nel 1980 si avviò l'inizio della crociata nazionale di alfabetizzazione, grazie alla quale il tasso di analfabetismo si ridusse notevolmente.
Con la riforma agraria non si procedette alla nazionalizzazione di massa delle imprese, anzi lo Stato cercò di garantire l'iniziativa privata, sotto forma di proprietà societaria, individuale e cooperativa, inaugurando il regime di economia a proprietà mista, quale nuovo e definitivo modello organizzativo della produzione sociale.
Vennero espropriate tutte le terre non attivamente coltivate dai proprietari terrieri, indipendentemente dalla loro estensione e successivamente si costituirono aziende statali e cooperative. Per la prima volta vi fu una riforma agraria che non imponeva un limite alla proprietà delle terre.
Il settore privato, che non smise mai la propria produzione, non fu in grado di fornire sicurezza e non poté garantire la sua efficienza. In assenza di una proposta degna di fiducia, la preoccupazione degli imprenditori era quella di assicurare il loro capitale fuori dal Nicaragua.
Il modello di accumulazione, basato sull'idea di Stato padrone, non fu possibile visto che molte imprese del settore pubblico risultarono inattive e gli investimenti in piante e attrezzature non ebbero riscontri positivi in termini produttivi.
Nonostante tutto la riforma agraria non portò gli esiti sperati dai sandinisti.

## Le elezioni del 1990
Tra la fine degli anni ottanta e l'inizio degli anni novanta il Nicaragua subì un arresto dell'economia interna, un tasso di inflazione in ascesa, una produzione agricola scarsa per mancanza di risorse creditizie e forniture e un conseguente aumento della scarsità di prodotti di prima necessità. In vista delle elezioni generali del 1990 lo scenario politico interno nicaraguese risultò quindi molto critico. La guerra dei Contras, che aveva portato a separazioni, sofferenze e morte, era stata per la popolazione un peso enorme da sopportare e di conseguenza il bisogno di vederne la fine fu il grande avversario elettorale dei Sandinista.
Le elezioni del 1990 divennero la chiave per affrettare i negoziati e la fine della guerra; la pace significava per i Sandinisti il disarmo dei Contras e la fine delle ostilità da parte degli Stati Uniti. Le elezioni dunque vennero viste come il modo migliore per ottenere stabilità e iniziare la ricostruzione del paese. Dal Ministro degli Interni Tomas Borge partì una iniziativa di riconciliazione verso le opposizioni per favorire lo sviluppo del paese.
Gli oppositori fecero passare il messaggio elettorale di una imminente guerra con gli Stati Uniti in caso di vittoria dei sandinisti, prospettiva che risultò rafforzata dall'immagine aggressiva che trasparì di Daniel Ortega.
Le elezioni portarono quindi alla sconfitta dei sandinisti: Violeta Chamorro del partito Unione d'Opposizione Nazionale (UNO) si insediò al governo, succedendo a Daniel Ortega.
Al di là dell'esito elettorale, la fine della guerra segnò comunque uno stato d'animo nuovo nella società, che abbracciò il processo di riconciliazione.

## Il principio del sacrificio
Nell'ideologia sandinista, vivere nella povertà, nell'umiltà e convivere con l'idea della morte venne visto come un compito da svolgere, un esercizio permanente di purificazione che l'individuo doveva attenuare; il tutto basato su una totale rinuncia alla famiglia, agli studi, ai fidanzamenti, ai beni materiali.
La morte veniva vista cioè come il cammino verso la purificazione assoluta, l'espiazione di ogni peccato, e rappresentava un sacrificio voluto.
Questa visione della vita fu un'eredità di Sandino, rintracciabile in un suo discorso del 1933: “La vita non è che un momento passeggero verso l'eternità attraverso i molteplici aspetti dell'effimero; e che aveva insegnato ai suoi uomini che è un leggero dolore, un passaggio”.
Sandino fu uno dei cultori della tradizione del sacrificio; giunto il momento di organizzare la resistenza contro l'occupazione straniera del 1927, mise i valori di rinuncia e dedizione sopra ogni cosa e principalmente agì nella convinzione che la morte fosse un premio e non un castigo.
Sue furono le parole “Voglio la patria libera o morire”.
Nelle file del movimento clandestino iniziarono ad entrare i figli delle famiglie ricche che attraverso un noviziato si avvicinavano alle dure condizioni di vita dei poveri e all'idea di provvisorietà di ciascuno di fronte alla morte.
Nella visione sandinista-marxista-leninista, il sacrificio era finalizzato all'affermarsi della lotta di classe, nella visione cristiana invece si trattava di mettere in pratica la solidarietà fino all'ultima conseguenza, la morte.
Un'altra grande eredità etica del sandinismo fu la regola del non possedere alcuna proprietà; coloro che le avevano ereditate o che le possedevano, avrebbero dovuto consegnarle allo Stato; questa visione è rintracciabile nelle parole di Sandino pronunciate a Belanstequitoitia in una conversazione del 1933: “Credono che mi convertirò in un latifondista! No, niente di questo; io non avrò mai proprietà. Non ho niente. Questa casa dove vivo è di mia moglie. Alcuni dicono che è perché sono sciocco, però perché dovrei fare altrimenti?”.

## Il Sandinismo e la Chiesa cattolica
Una volta che il sandinismo salì al potere, il Nicaragua divenne un laboratorio vivente per i teologi della liberazione.
Il Nicaragua, negli anni ottanta del XX secolo, fu un terreno di confronto per le posizioni antagoniste interne alla Chiesa cattolica, formate da una parte dalla gerarchia appoggiata da Roma e dall'altra dai parroci ribelli sostenuti dal governo rivoluzionario.
L'adesione al concetto di socialismo, l'essenza della proposta rivoluzionaria, arrivò dai vescovi nella Carta pastorale del 17 novembre 1979, compromesso cristiano per un nuovo Nicaragua.
La Chiesa cattolica iniziò a difendere con gelosia il suo spazio di influenza spirituale. Alla gerarchia ecclesiastica non piacque l'insistenza dei dirigenti della rivoluzione ad apparire nelle feste di grande partecipazione popolare, come la processione degli uomini a Managua, la processione di San Domenico a Managua o quella di San Girolamo a Masaya.
Il viaggio di papa Giovanni Paolo II, alla fine del 1982, rappresentò un tentativo della confessione di recuperare, da parte del clero nicaraguense il deterioramento del rapporto con Roma; un'eventuale esclusione del Nicaragua dalla visita avrebbe rappresentato una sconfitta nella lotta per non apparire uno Stato isolato nel contesto internazionale.
L'annuncio della visita pontificia in Nicaragua, venne considerato un successo dai cattolici. A questo proposito il Papa pronunciò queste parole: «non si devono anteporre scelte temporali inaccettabili, includendo concezioni della chiesa che soppiantano quella vera; nessuna ideologia può rimpiazzare la fede».
Nonostante tutto però i motivi di scontro tra Sandinisti e parte delle gerarchie ecclesiastiche perdurarono, e i conflitti risultarono lontani dall'essere risolti.

## Filmografia
- Viva Sandino!, documentario sul Fronte Sud[33]
- Sandino, di Miguel Littín, 1990
- La canzone di Carla, di Ken Loach, 1996